# Jordi Ramisa
Jordi Ramisa  (Barcelone, 6 octobre 1960) est un architecte catalan, sculpteur et professeur de dessin. 

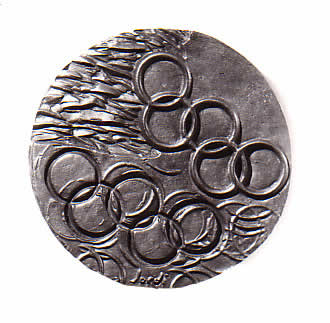
Olympic movement. Avers. Bronze, fonte. 180mm. Jordi Ramisa. 1992

En 1979 il obtient le Baccalauréat de l'Enseignement du Second Degré par l'Académie de Toulouse et l'Université Paul-Sabatier. Il est architecte par l'École Technique Supérieure d'Architecture de Barcelone (Universitat Politècnica de Catalunya), 1994. Coauteur avec le sculpteur Josep Ramisa i Vallcorba de quinze des avers de la Collection de 16 Médailles officielles commémoratives des Jeux olympiques de Barcelone 1992. Il a exposé une médaille nommée Olympic movement, au British Museum de Londres dans le cadre de l’exposition In the Round organisée par la FIDEM (Fédération Internationale de la Médaille d'Art - International Art Medal Fédération) en 1992.

## Expositions collectives
- Musée et Centre d’Études du Sport Docteur Melcior Colet à Barcelone.
- Museu Olímpic i de l'Esport Joan Antoni Samaranch à Barcelone (section numismatique, au centre).
- In the Round: Contemporary art medals of the world, an exhibition held at the British Museum, London, 11 September - 25 October 1992.
- Mostra d'Arts plàstiques d'Arquitectes'97. Col·legi d'Arquitectes de Catalunya. Barcelone, du 3 au 18 avril 1997.